# The Bootleg Series Vol. 6: Bob Dylan Live 1964, Concert at Philharmonic Hall
Albums de Bob Dylan
The Bootleg Series Vol. 5
(2002) The Bootleg Series Vol. 7
(2005)
The Bootleg Series Vol. 6: Bob Dylan Live 1964, Concert at Philharmonic Hall est un album live de Bob Dylan sorti en 2004. Il retrace son concert donné le soir d'Halloween 1964 au Philharmonic Hall de New York.

## Titres
Toutes les chansons sont écrites et composées par Bob Dylan, sauf Silver Dagger (traditionnelle).
| Disque 1 | Disque 1                                                    | Disque 1 | Disque 1 | Disque 1 | Disque 1 | Disque 1 | Disque 1 | Disque 1 | Disque 1 |
| No       | Titre                                                       | Durée    |          |          |          |          |          |          |          |
| -------- | ----------------------------------------------------------- | -------- | -------- | -------- | -------- | -------- | -------- | -------- | -------- |
| 1.       | The Times They Are a-Changin'                               | 3:29     |          |          |          |          |          |          |          |
| 2.       | Spanish Harlem Incident                                     | 3:07     |          |          |          |          |          |          |          |
| 3.       | Talkin' John Birch Paranoid Blues                           | 4:06     |          |          |          |          |          |          |          |
| 4.       | To Ramona                                                   | 6:01     |          |          |          |          |          |          |          |
| 5.       | Who Killed Davey Moore?                                     | 4:46     |          |          |          |          |          |          |          |
| 6.       | Gates of Eden                                               | 8:32     |          |          |          |          |          |          |          |
| 7.       | If You Gotta Go, Go Now (Or Else You Got to Stay All Night) | 4:06     |          |          |          |          |          |          |          |
| 8.       | It's Alright, Ma (I'm Only Bleeding)                        | 11:26    |          |          |          |          |          |          |          |
| 9.       | I Don't Believe You (She Acts Like We Never Met)            | 4:01     |          |          |          |          |          |          |          |
| 10.      | Mr. Tambourine Man                                          | 6:33     |          |          |          |          |          |          |          |
| 11.      | A Hard Rain's a-Gonna Fall                                  | 7:44     |          |          |          |          |          |          |          |
| 63:51    |                                                             |          |          |          |          |          |          |          |          |

| Disque 2 | Disque 2                                           | Disque 2 | Disque 2 | Disque 2 | Disque 2 | Disque 2 | Disque 2 | Disque 2 | Disque 2 |
| No       | Titre                                              | Durée    |          |          |          |          |          |          |          |
| -------- | -------------------------------------------------- | -------- | -------- | -------- | -------- | -------- | -------- | -------- | -------- |
| 1.       | Talkin' World War III Blues                        | 5:52     |          |          |          |          |          |          |          |
| 2.       | Don't Think Twice, It's All Right                  | 4:34     |          |          |          |          |          |          |          |
| 3.       | The Lonesome Death of Hattie Carroll               | 6:57     |          |          |          |          |          |          |          |
| 4.       | Mama, You Been on My Mind (chantée avec Joan Baez) | 3:35     |          |          |          |          |          |          |          |
| 5.       | Silver Dagger (chantée avec Joan Baez)             | 3:47     |          |          |          |          |          |          |          |
| 6.       | With God on Our Side (chantée avec Joan Baez)      | 6:17     |          |          |          |          |          |          |          |
| 7.       | It Ain't Me, Babe (chantée avec Joan Baez)         | 5:11     |          |          |          |          |          |          |          |
| 8.       | All I Really Want to Do                            | 4:01     |          |          |          |          |          |          |          |
| 40:20    |                                                    |          |          |          |          |          |          |          |          |

## Musiciens
- Bob Dylan : chant, guitare, harmonica
- Joan Baez : chant